# Die Sommermelodie
Die Sommermelodie war der deutsche Beitrag zum Eurovision Song Contest 1974, der von Cindy & Bert gesungen wurde.

## Musik und Text
Der mit Streichern und im Refrain mit einigen Bläsern instrumentierte Schlagersong ist durch einige Tempowechsel und eine Rückung gegen Ende gekennzeichnet, er wurde später auch als „etwas schwerfällig“ charakterisiert. Der Text handelt von einer sommerlichen Liebschaft, die allerdings einmal auch wieder zu Ende ist: „Die Sommermelodie, die ist nur Träumerei / Wir beide sind verliebt / Und das darf doch nicht sein für uns zwei / Die Sommermelodie, die sagt du bist nicht frei / Und diese Zeit der Rosen geht einmal vorbei...“

## Entstehung und Rezeption
Der Song wurde von Werner Scharfenberger gemeinsam mit Kurt Feltz (Text) geschrieben. Produzent war Kurt Feltz. Die im April 1974 bei BASF veröffentlichte Single konnte sich nicht in den Charts platzieren. Später nahmen sie den Song auch auf Englisch als Our Summer Song of Love auf. Auch eine schwedische Coverversion der New Singers als En sommermelodi wurde bei Polydor veröffentlicht. In der ZDF-Hitparade traten Cindy & Bert zur Zeit der Veröffentlichung mit dem Lied nicht auf, denn sie waren von März bis Mai noch erfolgreich mit Spaniens Gitarren vertreten; allerdings sangen sie es viel später in der Sommerhitparade aus Binz am 4. Juli 1996, wobei allerdings, wie beim Song Contest, nur der achte und letzte Platz heraus sprang.

## Song Contest
Cindy & Bert, die bereits 1972 am Vorentscheid des Grand Prix teilgenommen hatten, hatten sich in einer internen Juryentscheidung durchgesetzt. Am Abend des Contests – die Interpreten waren in kräftigen Grüntönen gekleidet – dirigierte Autor Werner Scharfenberger selbst. Zwei männliche und zwei weibliche Backgroundsänger bildeten den Chor; im Vergleich zur Singleaufnahme waren die Bläser vor allem gegen Ende deutlich dominanter. Am Ende der Abstimmung hatte der Song drei Punkte erhalten und belegte in einem Feld von 17 den 14. und letzten Platz, gemeinsam mit Portugal, der Schweiz und Norwegen.
1978 versuchte das Duo erneut sein Glück beim Vorentscheid zum Grand Prix, doch es schaffte keinen weiteren Auftritt.